# Von Yhlen
von Yhlen var en svensk adelsätt med ursprung i dagens Tyskland. Ätten introducerades på Riddarhuset i Stockholm 1727 efter att Justinus von Yhlen adlats den 17 december 1719. Ätten utslocknade på svärdssidan den 7 juli 1909 med den före detta fiskeriintendenten Gerhard von Yhlen. Gerhard von Yhlen införde den "moderna studentmössan".
Ättens stamfar var juris utriusque licentiat och advokaten Mikael Yhle. Yhle var verksam som advokat i Nürnberg i Bayern under 1600-talet. Släkten inkom till Sverige med dennes son, Justinus Johannes von Yhlen (1648–1705).

## Personer med efternamnet von Yhlen
- Bror Justin von Yhlen (1787–1850), militär, målare och tecknare
- Gerhard von Yhlen (1818–1909), tjänsteman, målare och tecknare
- Justin von Yhlen  (1717–1769), major och tecknare